# Comparateur à levier
Vous pouvez aider à l'améliorer ou bien discuter des problèmes sur sa page de discussion.
- Il ne cite pas suffisamment ses sources. Vous pouvez indiquer les passages à sourcer avec {{référence nécessaire}} ou {{Référence souhaitée}}, et inclure les références utiles en les liant aux notes de bas de page. (Marqué depuis juillet 2015)
- Il n’est pas rédigé dans un style encyclopédique. (Marqué depuis mai 2025)
- Il est orphelin : moins de trois articles lui sont liés. Aidez à ajouter des liens en plaçant le code [[Comparateur à levier]] dans les articles relatifs au sujet. (Marqué depuis mai 2025)

- Archive Wikiwix
- Bing
- Cairn
- DuckDuckGo
- E. Universalis
- Gallica
- Google
- G. Books
- G. News
- G. Scholar
- Persée
- Qwant
- (zh) Baidu
- (ru) Yandex
- (wd) trouver des œuvres sur Wikidata

Le comparateur à levier est un appareil de mesure de comparaison utilisé en usinage. Il est constitué d'une tige et d'un cadran gradué avec une aiguille. le cadran est mobile permettant une mise à zéro de la mesure.
Il permet de confondre l'axe du trou avec lequel on veut se recentrer.
Il peut être monté sur tous les supports de comparateurs standard. Grâce à l'orientation possible de la touche de mesure et l'inversion du sens de palpage, il est utilisable pour beaucoup de solution de mesure et de contrôle.
Le comparateur à levier est utilisé sur fraiseuses et machines électro-érosion pour la définition du point de référence des pièces.